# Felix Meyer (Unternehmer)
Felix Meyer (Geburtsname Karl Robert Felix Meyer, geboren am 12. Dezember 1875 in Aachen; gestorben am 15. April 1950 in Brüssel) war ein deutscher Unternehmer und Erfinder. Während des Zweiten Weltkrieges setzte er sich für die Rettung von Jüdinnen und Juden im vom nationalsozialistischen Deutschen Reich  besetzten Belgien ein.

## Leben

### Die frühen Jahre
Felix Meyer stammte aus einer liberalen jüdischen Familie, deren Wurzeln sich in Westfalen bis in das 16. Jahrhundert zurückverfolgen lassen. Sein Großvater Moses (später Moritz) Meyer gründete 1867 zusammen mit seinem Bruder Elias die „Tuchfabrik F. & M. Meyer“ in Aachen. Moritz Meyers Sohn Eduard trat in die Firma ein und heiratete 1874 Esther Pauline Salomon. Felix Meyer war das zweite von sechs Kindern aus dieser Ehe. Er wuchs in wohlhabenden bürgerlichen Verhältnissen in Aachen auf.
Meyer verließ die Schule nach der elften Klasse und absolvierte eine Spinner-, Weber und Färberlehre. Anschließend sammelte er in verschiedenen Fabriken Arbeitserfahrung, unter anderem in England, bevor er im Alter von 22 Jahren in die familieneigene Textilfabrik eintrat. 1898 machte er seine erste Erfindung, einen Zwillingswebstuhl, dessen Patent er sogleich weiterverkaufte. 1905 wurde die unrentabel gewordene Tuchfabrik verkauft und Felix Meyer erklärte sich bereit, die verbliebenen Schulden persönlich zu übernehmen. 1906 heiratete er Marguerite Darmstaedter, 1907 und 1908 wurden die gemeinsamen Töchter Claire und Margot geboren.
Nachdem Karl Küppers (1874–1933) 1908 einen Strömungsmesser erfand, war es Felix Meyer, der dessen Potentiale und Anwendungsmöglichkeiten erkannte. Er entwickelte Küppers Erfindung technisch weiter und gründete für ihre industrielle Produktion 1909 gemeinsam mit Rudolf Inhoffen die Rotawerke Aachen GmbH. Ein Jahr später wurde er alleiniger Direktor und benannte die Firma in Deutsche Rotawerke GmbH um. Die hier hergestellten und in zahlreiche Länder exportierten Strömungsmesser wurden unter dem Namen Rotameter bekannt. Die Firma war erfolgreich und es wurden Vertretungen in verschiedenen Ländern eingerichtet. Im Ersten Weltkrieg stellten die Deutschen Rotawerke auf Kriegsproduktion um, weshalb Felix Meyer nicht in die Armee eingezogen wurde. 1915 erfand er zusammen mit dem Arzt Friedrich Pauwels eine Arm-Prothese, den sogenannten Rota-Arm.
Nach dem Ende des Ersten Weltkrieges beschäftigte sich Felix Meyer in Aachen vor allem mit der Erfindung und Herstellung von Glasröhrchen und Ampullen. In diese Zeit fällt auch seine Erfindung der Serüle bzw. Venüle, die er gemeinsam mit den Behringwerken vertrieb. Er meldete in seinem Namen und in dem der Rotawerke zahlreiche Patente an. Die Firma wurde später in Rota Apparate- und Maschinenbau, Felix Meyer, KG umbenannt.

### Zeit des Nationalsozialismus und Exil
Felix Meyer ging nach der Machtübernahme durch die Nationalsozialisten davon aus, als patriotischer, säkularisierter, nicht religiöser und außerhalb des Staatsdienstes tätiger Jude nicht so stark von antisemitischen Maßnahmen betroffen zu werden. 1938 reiste er in die USA und kehrte – obwohl er die Möglichkeit hatte, zu bleiben – wieder nach Deutschland zurück. Im Zuge der Novemberpogrome wurde er jedoch verhaftet und die Deutschen Rotawerke kurz darauf „arisiert“. Es gelang ihm jedoch, seinen nicht-jüdischen Schwiegersohn John Hennig als Hauptanteilseigner einzusetzen, die Firma hieß von nun an Rota Apparate- und Maschinenbau, Dr. Hennig, KG. Ernüchtert schrieb er im November 1938: „selten hat jemand so wie ich die Zeichen der Zeit und die Menschen falsch gesehen“.
Felix Meyer und seine Frau beschlossen daraufhin im Februar 1939 nach Belgien ins Exil zu gehen, da Marguerite Meyer die belgische Staatsbürgerschaft besaß. Gegen eine hohe Entschädigung gelang es Felix Meyer, sich seine ausländischen Lizenzgebühren für seine Erfindungen in Belgien statt in Deutschland auszahlen zu lassen. Dadurch waren die beiden über 60-jährigen Exilanten nicht ganz mittellos und konnten eine eigene Wohnung in Brüssel beziehen.
In Brüssel litt Meyer unter dem Verlust seiner Heimat, seines Vermögens, seiner gesellschaftlichen Stellung, seiner Firma sowie dem reduzierten Kontakt zu seinen Töchtern, die mit ihren Männern nach Irland bzw. in die Schweiz geflüchtet waren. Zudem bedrücken ihn die Entwicklungen in Deutschland und der Beginn des Krieges. Dennoch notierte er in einem Brief „Ein großer Teil meiner Zeit besteht aus Wut und aus Plänen, wie ich es noch mal schaffe“.
Am 10. Mai 1940, dem Tag des deutschen Überfalls auf Belgien, die Niederlande und Luxemburg, wurde Felix Meyer von den belgischen Behörden als deutscher Staatsbürger kurzzeitig festgenommen. Eine anschließende Flucht nach Frankreich scheiterte, so dass die Meyers ins nun besetzte Brüssel zurückkehrten.

### Einsatz für verfolgte Juden
In den Jahren der deutschen Besatzung Belgiens setzte sich Felix Meyer für die Anliegen verfolgter Jüdinnen und Juden in Belgien ein. Dabei halfen ihm seine zahlreichen Kontakte, unter anderem zu Angehörigen der deutschen Militärverwaltung. Diese reichten teilweise – wie etwa im Falle Eggert Reeders – in die Vorkriegszeit zurück, teilweise beruhten sie auf der geteilten ablehnenden Haltung gegenüber der Gestapo. Felix Meyer verstand es, die Konkurrenz zwischen verschiedenen nationalsozialistischen Dienststellen auszunutzen. Aufseiten der Gestapo hatte Felix Meyer unter anderem mit Kurt Asche und Anton Burger zu tun, aufseiten der Militärverwaltung vor allem mit Martin Drath und Wilhelm Freiherr von Hahn, außerdem mit Robert Hördemann. Charakteristisches Merkmal seiner Bemühungen war, dass er sich stets auf geltendes Recht berief und illegale Aktivitäten und Widerstandsformen ablehnte.
So organisierte er im Jahr 1940 Medikamente für die Internierten im Lager Gurs und erwirkte eine Verschickungserlaubnis derselben aus Belgien nach Frankreich. Im gleichen Jahr erreichte er eine vorübergehende Besserung der Situation im Auffanglager Breendonk. Auf sein Betreiben hin wurden bis zu 120 belgische und ausländische Jüdinnen und Juden von dort entlassen. Er argumentierte, dass sie auch nach nationalsozialistischem Rechtsverständnis zu Unrecht dort inhaftiert seien. Nachdem in Belgien 1941 weitere diskriminierende Maßnahmen gegen Juden erlassen worden waren, bot Felix Meyer regelmäßige Informationsgespräche an, wie sich unter den gegebenen Bedingungen zu verhalten sei. Zudem nahm er an Besprechungen deutscher und belgischer Behörden teil. Vonseiten jüdischer Organisationen war er teilweise dem Vorwurf der Kollaboration ausgesetzt und seine in Eigenregie unternommenen Rettungsversuche stießen mitunter auf Missbilligung.
Mit Verweisen auf Verdienste für Deutschland konnte er für sich und einige andere nach der Einführung einer Kennzeichnungspflicht für Juden eine Befreiung von der Pflicht zum Tragen eines Judensterns erwirken. 1942 wurde Felix Meyer das dritte Mal kurzzeitig inhaftiert, diesmal im Keller des Gestapo-Gebäudes in Brüssel. Erneut wurde er aufgrund einflussreicher Fürsprecher schnell entlassen. Nachdem ab August 1942 viele arbeitsfähige Juden aus Brüssel deportiert wurden und vor allem Alte, Kranke und Kinder zurückblieben, initiierte er die Gründung jüdischer Alten- und Kinderheime und setzte ihre Genehmigung durch. Die dort angestellten und untergebrachten Menschen entgingen so der Deportation in die Konzentrations- und Vernichtungslager. Zu den so Geretteten gehörte unter anderem Maurice Heiber. In Yad Vashem finden sich Dankesbriefe an Felix Meyer einiger durch ihn geretteten Jüdinnen und Juden. Weitere Dankesbriefe wurden von Meyer 1944 in Brüssel verbrannt.
Während seiner Zeit in Belgien führte Felix Meyer eine intensive Korrespondenz mit seinen Töchtern und deren Ehemännern, zu denen er ein enges und vertrauensvolles Verhältnis pflegte. Trotz seines weitreichenden Engagements fand Meyer auch in Brüssel gelegentlich Zeit für technische Experimente und Erfindungen.

### Nach dem Krieg
Nach der Befreiung Belgiens und der Kapitulation Deutschlands entschied sich Felix Meyer gegen eine Rückkehr nach Deutschland. In den folgenden Jahren bemühte er sich um die Rückerstattung seines Eigentums und widmete sich erneut verschiedenen Erfindungen.
Felix Meyer starb am 15. April 1950 in Brüssel. Auf dem Jüdischen Friedhof Aachen erinnert eine mit einem Kelchaufbau verzierte Mazewa aus der Werkstatt von Wilhelm Pohl und Carl Esser an Felix Meyer nebst Gattin und Eltern.